# Вазанелло
Вазанелло (італ. Vasanello) — муніципалітет в Італії, у регіоні Лаціо,  провінція Вітербо.
Вазанелло розташоване на відстані близько 60 км на північ від Рима, 20 км на схід від Вітербо.
Населення — 4121 особа (2014).

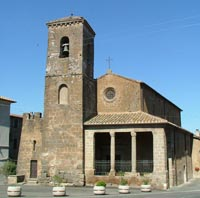

Щорічний фестиваль відбувається 5 травня. Покровитель — San Lanno (Lando) Martire.

## Демографія
Населення за роками:

Станом на 1 січня 2023 року в муніципалітеті офіційно проживали 404 іноземці з 29 країн, серед них 207 громадян країн Євросоюзу та 6 громадян України.

## Сусідні муніципалітети
- Бассано-ін-Теверина
- Галлезе
- Орте
- Соріано-нель-Чиміно
- Віньянелло